# Rosales, Chiapas
Rosales är en ort i Mexiko.   Den ligger i kommunen Cacahoatán och delstaten Chiapas, i den sydöstra delen av landet, 900 km sydost om huvudstaden Mexico City. Rosales ligger 644 meter över havet och antalet invånare är 111.
Terrängen runt Rosales är kuperad åt sydväst, men åt nordost är den bergig. Runt Rosales är det tätbefolkat, med 397 invånare per kvadratkilometer. Närmaste större samhälle är Tapachula, 16,6 km söder om Rosales. I omgivningarna runt Rosales växer huvudsakligen savannskog.